# Libro usado

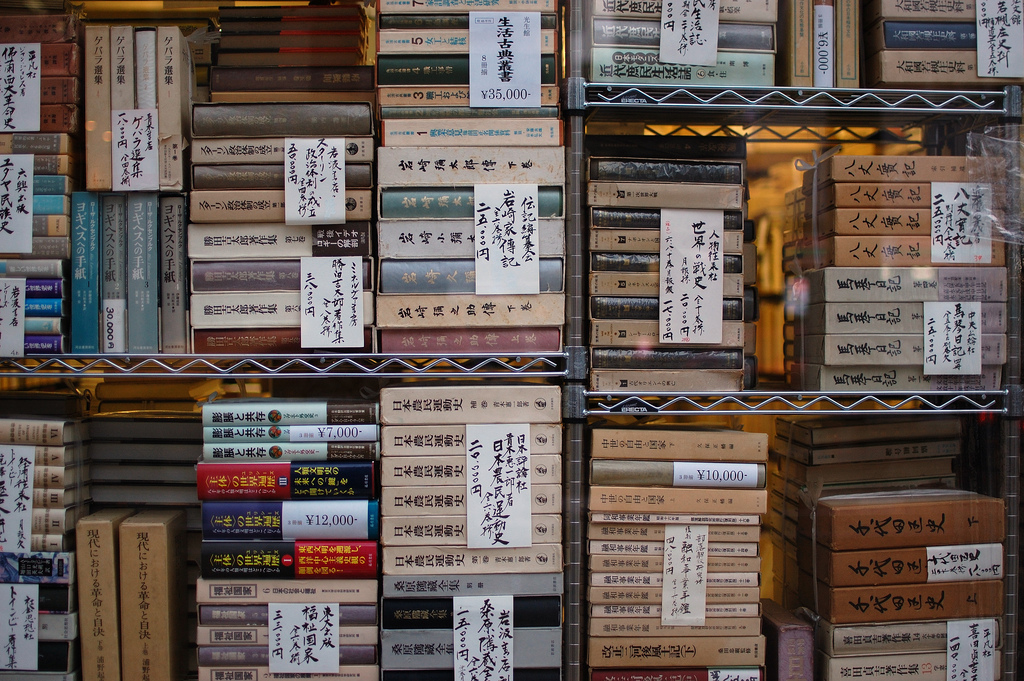
Pila de libros usados en una librería de viejo en Kanda-Jinbōchō, Chiyoda (Tokio).

Un libro usado o libro de segunda mano es un libro que ha pertenecido anteriormente a un propietario que no sea el editor o el minorista, normalmente un particular o una biblioteca.

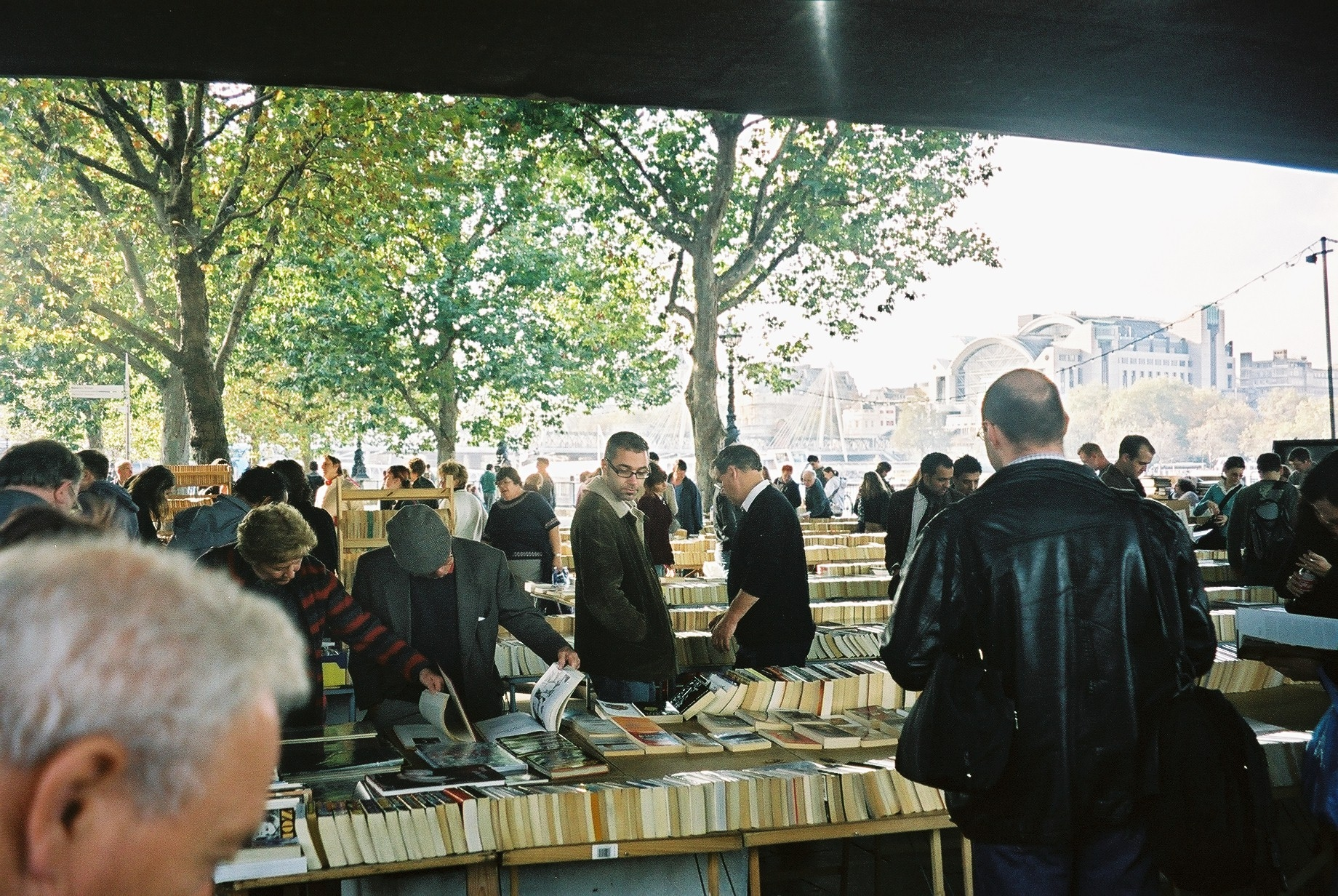
Mercado de libros de South Bank de Londres, en julio de 2005.

Los libros usados suelen estar disponibles en el mercado cuando se venden en o se donan a  tiendas de segunda mano, ventas de garaje o libreros de viejo. Normalmente se venden aproximadamente por la mitad o las tres cuartas partes del precio de lo que costarían nuevos, aunque los libros raros y otros que todavía tienen demanda o son difíciles de conseguir se pueden vender más caros.
Las ventas de libros en general disminuyeron con la llegada de las compras en línea. Sin embargo, existen minoristas en línea especializados en libros usados que permiten a los particulares venderles directamente sus libros. Algunos minoristas también permiten la venta de libros usados a través de un mercado de terceros.
Algunas librerías nuevas también venden libros usados, y algunas librerías de viejo también venden libros nuevos. Aunque los autores o editores originales no obtienen beneficio económico de la venta de libros usados, esto ayuda a mantener los libros antiguos en circulación. A veces en las librerías de libros usados se pueden encontrar libros muy antiguos, raros, primeras ediciones, antigüedades o simplemente libros descatalogados.
Los libros de texto universitarios suelen adquirirse de segunda mano. Los estudiantes comprarán libros de segunda mano o revenderán libros que compraron a precio completo para ahorrar costes. Estos ejemplares se venden en mercados de segunda mano o en el propio centro educativo.

## Condiciones
Un ejemplar de lectura de un libro puede estar bien utilizado, puede incluir subrayados, marginalia o dedicatorias; y es apto para la lectura, pero no es coleccionable. Se trata de un término utilizado en el negocio de los libros usados, para indicar la falta de valor coleccionable, al tiempo que se afirma que el libro está en condiciones bastante buenas para un comprador cuyo interés principal es realmente leer el libro. Un ejemplar de lectura es normalmente menos costoso que un ejemplar de colección.

## Pueblos de libros

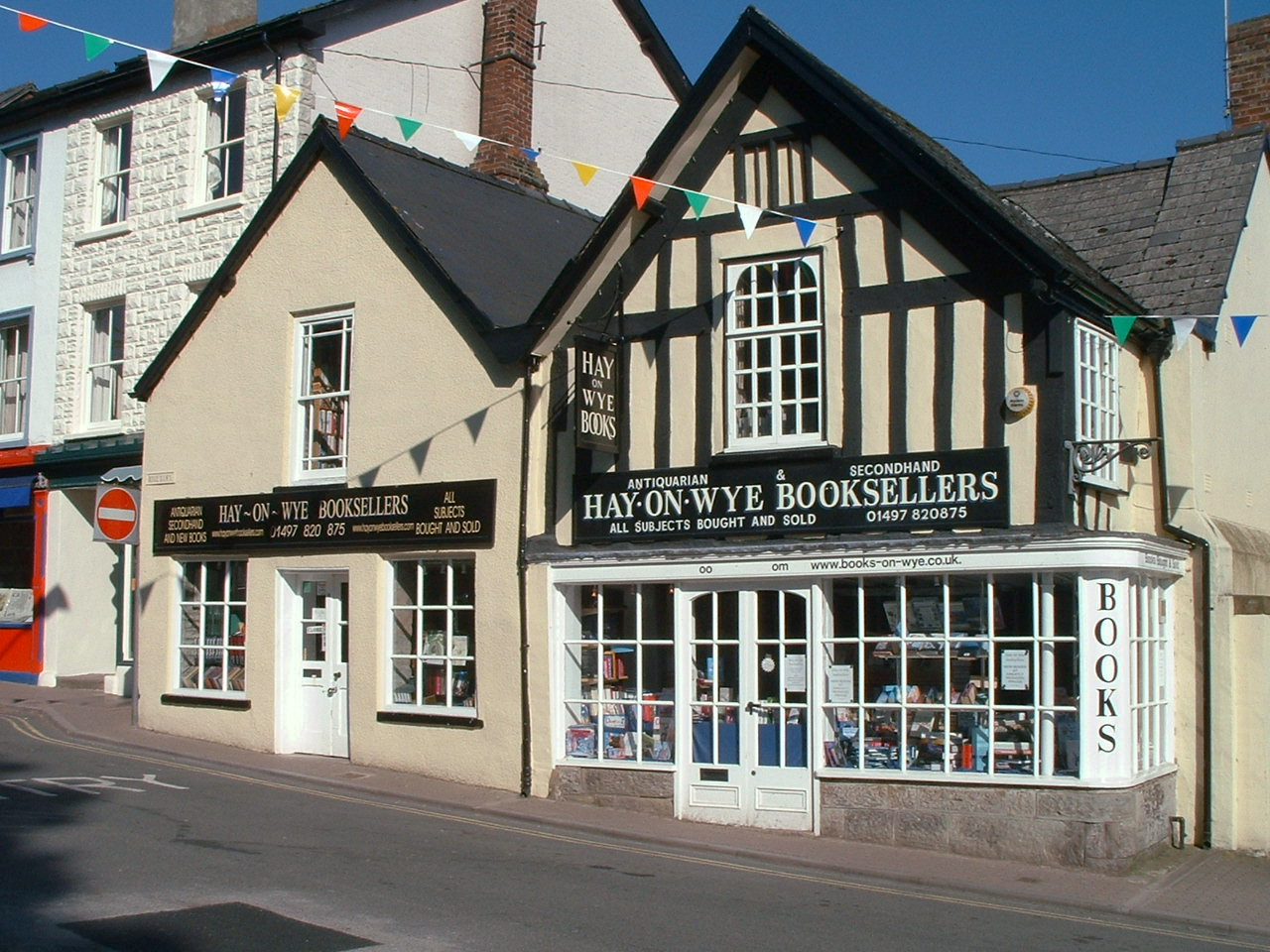
Librería de libros usados en Hay-on-Wye.

Algunas localidades pequeñas se han convertido en centros para los vendedores de libros usados y son referidas como pueblos de libros o villas de libros (en inglés: book towns), entre las que destaca Hay-on-Wye, en Gales del Sur. Al igual que las ferias de libros, funcionan como un imán para los bibliófilos y suelen situarse en zonas rurales de gran belleza paisajística.